# وزارة محمود فوزي الثالثة
وزارة محمود فوزي الثالثة هي الوزارة التسعون في تاريخ مصر والثالثة في عهد أنور السادات وتشكلت في 14 مايو 1971. وهي الوزارة التي أعقبت أحداث مايو 1971 وتقديم عدد من الوزراء لاستقالاتهم.:76:77

## أعضاء الحكومة
| الوزارة                                                                               | الوزير                 |
| ------------------------------------------------------------------------------------- | ---------------------- |
| رئيس مجلس الوزراء                                                                     | محمود فوزي             |
| نائب رئيس مجلس الوزراء للإنتاج والتجارة ووزيراً للصناعة والبترول والثروة المعدنية      | عزيز صدقي              |
| نائب رئيس مجلس الوزراء ووزير الإعلام                                                  | محمد عبد القادر حاتم   |
| نائب رئيس مجلس الوزراء للزراعة والري ووزيراً للزراعة والإصلاح الزراعي واستصلاح الأراضي | سيد مرعي               |
| نائب رئيس مجلس الوزراء ووزير الخارجية                                                 | محمود رياض             |
| الحربية                                                                               | محمد صادق              |
| الداخلية                                                                              | ممدوح سالم             |
| الخزانة                                                                               | عبد العزيز حجازي       |
| الاقتصاد والتجارة الخارجية                                                            | محمد عبد الله مرزبان   |
| المواصلات                                                                             | كمال هنري أبادير       |
| التخطيط                                                                               | السيد جاب الله السيد   |
| التربية والتعليم                                                                      | محمد حافظ غانم         |
| الأوقاف وشئون الأزهر                                                                  | عبد العزيز كامل        |
| الإدارة المحلية                                                                       | محمد حمدي عاشور        |
| البحث العلمي                                                                          | عبد الوهاب البرلسي     |
| الشئون الاجتماعية                                                                     | حافظ بدوي              |
| الصحة                                                                                 | عبده سلام              |
| شئون رئاسة الجمهورية                                                                  | محمد أحمد محمد         |
| العدل                                                                                 | حسن فهمي البدوي        |
| السياحة                                                                               | أحمد السيد درويش       |
| العمل                                                                                 | عبد اللطيف بلطية       |
| التعليم العالي                                                                        | محمد مرسي أحمد         |
| الكهرباء                                                                              | أحمد سلطان             |
| الإسكان                                                                               | علي السيد محمد         |
| النقل                                                                                 | سليمان عبد الحي        |
| الري                                                                                  | محمد عبد الرقيب        |
| الشباب                                                                                | مصطفى كمال طلبة        |
| الثقافة                                                                               | إسماعيل غانم           |
| الدولة للشئون الخارجية                                                                | محمد حافظ إسماعيل      |
| الدولة لشئون مجلس الوزراء                                                             | أحمد عصمت عبد المجيد   |
| الدولة لشئون الطيران المدني                                                           | أحمد نوح               |
| الدولة لشئون مجلس الأمة                                                               | محمد عبد السلام الزيات |
| الدولة للبترول والثروة المعدنية                                                       | علي والي               |

## تعديلات
- في 15 مايو 1971: انتخب حافظ بدوي رئيساً لمجلس الأمة وعين محمد فتح الله الخطيب وزيراً للشئون الاجتماعية.
- في 16 مايو 1971: أعفي كمال هنري أبادير وزير المواصلات من منصبه وعين عبد الملك سعد وزيراً للمواصلات.
- في 11 سبتمبر 1971: صدر قرار بأن يكون وزير الخزانة هو الوزير المختص بالتنمية الإدارية.